# Shannonomyia (Shannonomyia) orophila
Shannonomyia (Shannonomyia) orophila is een tweevleugelige uit de familie steltmuggen (Limoniidae). De soort komt voor in het Neotropisch gebied.